# Парафія Успіння Пресвятої Богородиці (Дубриничі)
Парафія Успіння Пресвятої Богородиці — знаходиться в селі Дубриничі Перечинського району Закарпатської області. Належить до Перечинського деканату Мукачівської греко-католицької єпархії.

## Історія
1751 року згідно з єпископською візитацією в Дубриничах була дерев'яна церква Святого Козьми і Дем'яна з двома дзвонами. Муровану церкву Успіння Пресвятої Богородиці збудували наприкінці XIX століття. Біля церкви стоїть каркасна металева дзвіниця з трьома дзвонами, вилитими Ференцом Егрі 1927 року.
1944 року з приходом радянської влади на Закарпаття греко-католицька Церква зазнала переслідувань з боку нового режиму. 1949 року церкву Успіння Пресвятої Богородиці в селі Дубриничі насильно передано новоствореній православній громаді села.
Після багатолітньої заборони легальна діяльність ГКЦ була відновлена у листопаді 1989 року на підставі рішення Ради у справах релігій при Раді Міністрів УРСР, згідно з яким Церкві було надано право реєструвати і засновувати свої громади.
Значну допомогу в будівництві храму надала римо-католицька дієцезія Відня. Відновлену греко-католицьку громаду села Дубриничі зареєстровано 1992 року. Завдяки старанням громади місцевою владою надано занедбане, напівзруйноване приміщення колишньої школи для проведення Богослужінь та будівництва нової греко-католицької церкви. Проект реконструкції виконав архітектор Василь Черкун. Очолив будівельні роботи будівельник Михайло Молнар. Під його керівництвом проводились всі будівельні роботи. Було розібрано частину стін старої школи, посортовано каміння та цеглу, які використали для зведення нових стін церкви.
2005 року під час будівництва даху та турні Михайло Молнар зірвався з риштувань і розбився на смерть.
На початку жовтня 2007 року було повністю завершено зовнішні роботи. Петро і Михайло Ходаничі виготовили престол та тетрапод. 21 жовтня 2007 року єпископ Мукачівської греко-католицької єпархії владика Мілан освятив новий храм Успіння Пресвятої Богородиці у селі Дубриничі Перечинського деканату. Серед гостей свята був отець Грегорі Гай, генеральний настоятель чину Місіонерів святого Вінсента де Пол з Риму, родом із США, який довгі роки працював місіонером у Панамі. Його супроводжував отець Юзеф Лучішін, родом із Польщі, провінційний настоятель цього чину в Угорщині (до цього чину належить Преосвященний владика Мілан).

## Настоятелі
- отець Юрій Лущак (теперішній Апостольський Адміністратор Мукачівської греко-католицької єпархії — Ніл)
- отець Мартін Ваврак
- отець Володимир Малакеєв
- отець Василь Кузьма
- отець Михайло Шкиндя
- отець Олег Григорик (дотепер)